# Hakapik
Als Hakapik bezeichnet man eine Jagdwaffe, die insbesondere bei der Robbenjagd dazu verwendet wird, die Beutetiere zu erschlagen bzw. den Tod eines zuvor angeschossenen Tiers sicherzustellen. Diese Waffe besteht aus einem Holzschaft, an dem ein metallener Kopf angebracht ist, der zur einen Seite pickelförmig ausgebildet ist, zur anderen in Form eines Hammers.